# プラティ (イタリア)
プラティ（イタリア語: Platì）は、イタリア共和国カラブリア州レッジョ・カラブリア県にある、人口約3,800人の基礎自治体（コムーネ）。
イタリア有数の不名誉な町として知られ、この小さな町から多くの凶悪なギャングたちが輩出された。また、「児童誘拐の都」としても知られ、マフィアのバックグラウンドで悪名高く、95％の男性が世界中に連絡を持つ強力なカラブリアの犯罪組織「ンドランゲタ」の一員だといわれる。

## 地理

### 位置・広がり

#### 隣接コムーネ
隣接するコムーネは以下の通り。
- アルドーレ
- ベネスターレ
- カレーリ
- チミナ
- オッピド・マメルティーナ
- サンタ・クリスティーナ・ダスプロモンテ
- ヴァラポーディオ

## 行政

### 分離集落
プラティには、以下の分離集落（フラツィオーネ）がある。
- Cirella, Lauro, Senoli, Gioppo